# Сухая Самарка (посёлок)
Суха́я Сама́рка — микрорайон в Куйбышевском районе города Самары. Посёлок назван в честь протоки Сухая Самарка, которая отделяет его от острова Коровий.
Численность населения — 10,3 тыс. человек.

## География
Сухая Самарка состоит из следующих улиц:
- Белорусская (136 домов)
- Флотская
- Караванная
- Большая Караванная (175 домов)
- Малая Караванная
- Сельская
- Водозаборная
- Воробьевская
- Заставная
- Кабановская
- Латышская
- Народная
- Обувная
- Подъёмная
- Хворостянская
- Нижняя
- Сыр-Дарьинская.

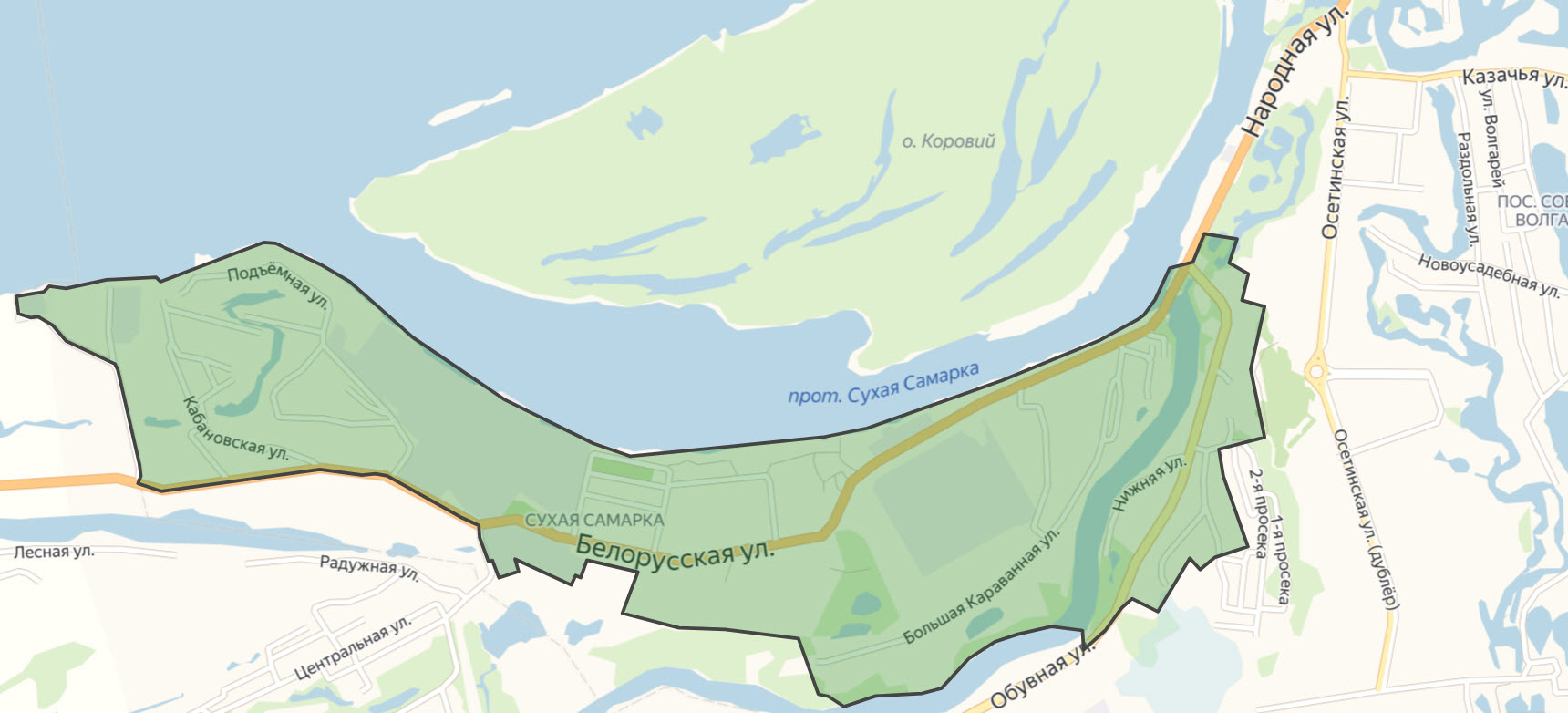
Границы микрорайона Сухая Самарка

пос. Сухая Самарка (фото со спутника 1.05.1965 г.)

Главной улицей поселка считается ул. Белорусская, которая одним концом упирается в улицу Народную, ведущую в Засамарскую слободку. На юге Белорусская переходит в Самарское шоссе, которое связывает Самару с Новокуйбышевском. Ориентировочная дата появления Белорусской (в её нынешнем виде) на карте Самары — начало 1960-х гг..
Топоним «Сухая Самарка», относящийся к жилым домам, можно встретить еще в путеводителях по Куйбышеву 1930-х гг., но активное освоение этой территории началось в конце 1950-х. Тогда здесь появилась Куйбышевская ремонтно-эксплуатационная база Нефтефлота, которая входила в состав «Волготанкера». Поселок начинался с двухэтажных деревянных домов с удобствами во дворе и постепенно рос — и территориально, и в высоту. Позже здесь же возник судоремонтный завод с крупным слипом — сооружением, имеющим наклонную плоскость для подъема-спуска ремонтируемых судов. В 1968 г. слип мог поднимать танкер водоизмещением в 5 тыс. т, что делало его крупнейшим на Волге.

### Отдалённость района
От других частей Куйбышевского района посёлок Сухая Самарка отделён рекой Татьянкой, которая впадает в протоку Сухая Самарка, отделяющей остров Коровий от Волги.
Отдалённость посёлка Сухая Самарка от других районов города всегда представляла некоторую проблему для его жителей. До строительства моста через реку Самара в 1954 г. каждый разлив отрезал посёлок от «большого города». В 2012 г. мост через реку Самара (так называемый «Старый мост») был отремонтирован.
Через реку Татьянку в черте городского округа Самара есть только один мост — в районе улиц Обувной и Белорусской. Мост был построен в 1964—1965 гг.. До этого во время паводка жителей поселка на другой берег доставляли катера. В это же время к Сухой Самарке проложили дорогу. После возведения моста в поселок Сухая Самарка был пущен автобус № 5.

## Инфраструктура
- поликлиника горбольницы № 10.
- средняя общеобразовательная школа № 55 расположена на ул. Белорусской,112[7].
- завод «Нефтемаш», который производит комплектующие для нефтепромыслового и бурового оборудования предприятий нефтегазовой отрасли[8].
- в затоне Сухая Самарка располагается ЗАО «Нефтефлот», основным видом деятельности которого является судостроение и судоремонт[9].

## Транспорт
Автобусы:
- муниципальные маршруты: 5, 5д, 26, 199[10]
- коммерческие маршруты: 119, 127, 215 (66)[10].

## Почтовые индексы
- 443042